# Bahnhof Lissabon Benfica
Der Bahnhof Lissabon Benfica ist ein Regionalbahnhof in der Freguesia Benfica der portugiesischen Hauptstadt Lissabon. Der Bahnhof wird ausschließlich von Nahverkehrszügen der CP Urbanos de Lisboa angefahren. Wie bei allen Vorortsbahnhöfen Lissabons wird auf das Präfix Lisboa verzichtet, der Bahnhof ist überall als Benfica vermerkt.

## Geschichte
Der Bahnhof wurde am 2. April 1887 eröffnet, als der Abschnitt Sintra–Lissabon Alcântara-Terra der Linha de Sintra in Betrieb ging. Der Abschnitt Campolide–Alcântara-Terra ist heute Teil der Linha de Cintura, nachdem 1891 die Verbindung zum Kopfbahnhof Rossio im Stadtzentrum fertiggestellt wurde. Bereits 1888 wurde eine Verbindungsstrecke zwischen Benfica und dem Bahnhof Sete Rios an der Linha de Cintura errichtet, so dass die Züge aus Sintra weitere Destinationen im Raum Lissabon erhielten.

## Lage und Anlage
Der Bahnhof liegt in der namensgebenden Freguesia Benfica an der Rua da Venezuela. Das Estádio da Luz, Stadion des Fußballclubs Benfica Lissabon, liegt rund einen Kilometer nordöstlich des Bahnhofs.
Der Bahnhof besteht aus vier Gleisen, die an zwei Seiten- und einem Mittelbahnsteig liegen. Die Bahnsteige sind 220 bzw. 221 Meter lang und, wie im Vorortsnetz Lissabons üblich, 90 Zentimeter hoch. Der Bahnhof verfügt über ein Reisezentrum, Toiletten, Läden und Gastronomiebetriebe.

## Verkehr

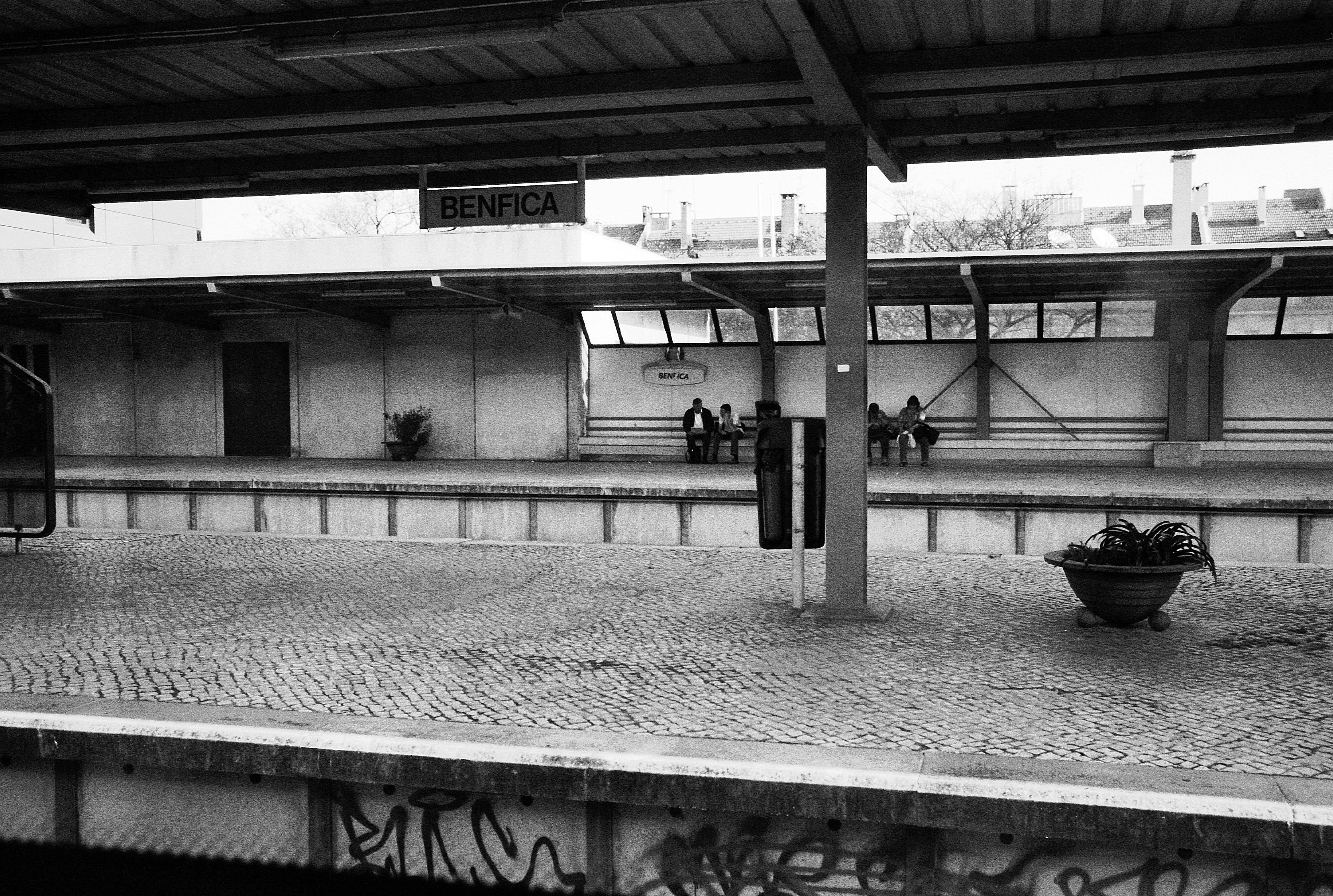
Der Bahnhof Benfica besitzt zwei Seiten- und einen Mittelbahnsteig

### Eisenbahn
Der Bahnhof wird ausschließlich durch Vorortszüge der CP Urbanos de Lisboa bedient, einer Tochtergesellschaft der staatlichen Eisenbahngesellschaft Comboios de Portugal. Es halten alle Züge der Linha de Sintra-Linienfamilie. Insgesamt bedienen drei Zugläufe den Bahnhof:
- Sintra–Agualva/Cacém–Queluz/Belas–Reboleira–Lisboa Benfica–Lisboa Campolide–Lisboa Rossio (Halbstundentakt)
- Mira Sintra-Meleçâs–Agualva/Cacém–Queluz/Belas–Reboleira–Benfica–Sete Rios–Lisboa Entrecampos–Lisboa Roma-Areeiro–Lisboa Oriente (Halbstundentakt)
- Sintra–Agualva/Cacém–Queluz/Belas–Reboleira–Benfica–Sete Rios–Entrecampos–Roma-Areeiro–Oriente–Sacavém–Alverca (nur zur Hauptverkehrszeit)

Die InterRegional- und Regional-Züge, die von der Linha do Oeste via die Linha de Sintra zu den Lissabonner Bahnhöfen Entrecampos und Santa Apolónia verkehren, passieren den Bahnhof ohne Halt.

### Stadtverkehr
Vor dem Bahnhof, an der Rua da Venezuela, befindet sich eine Bushaltestelle, die von acht Linien der Carris bedient wird. So existieren unter anderem direkte Busverbindungen nach Algés, zu den Bahnhöfen Cais do Sodré, Sete Rios und Oriente sowie zur Metrostation Colégio Militar/Luz.
Ein Anschluss ans Metronetz Lissabons besteht nicht.